# San Zenone degli Ezzelini
San Zenone degli Ezzelini (velenceiül San Zenon dei Ezełini) település Olaszországban, Veneto régióban, Treviso megyében. Lakosainak száma 7310 fő (2023. január 1.). San Zenone degli Ezzelini Borso del Grappa, Fonte, Loria, Mussolente, Pieve del Grappa és Riese Pio X községekkel határos.

## Népesség
A település népességének változása:
| Lakosok száma | 7502 | 7435 | 7310 |
|               | 2017 | 2018 | 2023 |